# اس‌ام‌اس شارنهورست
اس‌ام‌اس شارنهورست (به آلمانی: SMS Scharnhorst) یک کشتی جنگی نیروی دریایی امپراتوری آلمان بود که در هامبورگ ساخته شد طول آن به ۱۴۴٫۶ متر (۴۷۴ فوت) می‌رسید. این کشتی در سال ۱۹۰۶ ساخته شد.